# 第1軍団 (白軍)
第1軍団（1-й Армейский корпус）とは、ピョートル・ヴラーンゲリ指揮下のロシア軍 (白軍)に所属した軍団級部隊。ロシア軍の主力を構成した。

## 沿革
- 1920年4月末 - 義勇軍団（Добровольческий корпус）から改称。
- 1920年4月28日 - ロシア軍に編入。
- 1920年7月 - 第1騎兵師団、第2騎兵師団を分離。
- 1920年秋 - 第1軍に編入。
- 1920年11月 - トルコ、ガリポリに撤収。

## 編制
1920年9月現在の編制。
- コルニーロフ打撃師団
- マルコフ将軍歩兵師団
- ドロズドフスキー将軍歩兵師団
- 第6歩兵師団

## 歴代軍団長
- アレクサンドル・クテポフ中将（1920年3月 - 1920年9月4日）
- P.ピサレフ中将（1920年9月4日 -）